# Вперед, Дієго, вперед!
Go, Diego Go! — американський мультсеріал, прем'єра якого відбулася в Росії була 4 вересня 2006 року телеканал Nickelodeon. Пізніше почалася трансляція на ПлюсПлюс, з червня 2014 року. Серіал є спін-оффом серіалу Дора-мандрівниця .

## Фабула
Мультсеріал розповідає про пригоди 8-річного хлопчика на ім'я Дієго Маркес, який разом зі своєю сестрою Алісою допомагає тваринам в небезпеці, в основному в тропічних лісах. Дієго зустрічає безліч тварин, що живуть в джунглях, і дізнається про них багато нового. Його старша сестра Аліса розповідає Дієго і глядачам про те, наприклад, як розрізнити сліди тварин, які звуки вони видають. Діти не тільки дізнаються про тварин, але вони вивчають англійську мову.

## Персонажі
- Дієго — головний герой серіалу. Хлопчик, який допомагає тваринам[2], що потрапили в біду. Має маленького друга-ягуара. Двоюрідний брат Даші.
- Аліса — другий головний герой. Старша сестра Дієго, яка теж рятує тварин. Двоюрідна сестра Даші.
- Маленький ягуар — тварина-один Дієго.
- Дора — другорядний персонаж серіалу. Головний герой серіалу «Дора-мандрівниця». Двоюрідна сестра Дієго і Аліси.
- Клік — фотокамера. Допомагає Дієго знаходити тварин в біді.
- Ред дінасті-Пак — рюкзак, рятувальний комплект Дієго. Може перетворюватися в парашут, човен, сноуборд і т. д.

## Зноски
1. ↑  Fernsehserien.de
2. ↑  «Приключения Диего». igrywinks.ru. Архів оригіналу за 25 лютого 2020. Процитовано 25 липня 2016.

## Трансляція в Україні
- В Україні, з вересня 2006 серіал транслюється на каналах Nickelodeon, Nick Jr, ПлюсПлюс